# Леда и лабуд
Леда и лабуд је слика чувеног сликара Леонарда да Винчија, која је данас изгубљена и за коју се верује да је уништена.

## Прва верзија
Леонардо је 1504. године почео да прави студије за, очигледно никад завршену, слику Леде како седи на земљи са својом децом. Постоје три скице клечеће Леде:
1. Леда и лабуд, перо и мастило преко црне креде на папиру, 160 x 139 mm, 1503-1505, Девоншир колекција, Четсворт (на слици)
2. Студија за клечећу Леду, црна креда, перо и мастило на папиру, 126 x 109 cm, 1503-1507, Бојманс ван Беунинген, Ротердам
3. Студије Леде и коња, црна креда, четкица и мастило на папиру, 1503-1507, Ројал Библиотека, Замак Виндзор

Комплетна копија Клечеће Леде са децом коју је насликао Ђовани Пјетро Рицоли чува се у Државном берлинском музеју у Каселу (око 1520, уље на дрвету, 128 x 106 cm).

## Коначна верзија
Године 1508. Леонардо је нацртао другачији концепт слике. Слика позната као Леда и лабуд приказује голу Леду како мази лабуда са по два одојчета близанца и њихове поломљене љуске јајета. Оригинал је изгубљен, вероватно намерно уништен, а последњи пут је био забележен у Дворцу Фонтенбло 1625. године од стране Казиана дал Поца:
Стојећа фигура Леде, скоро потпуно нага, са лабудом поред себе и два јајета, из чијих сломљених љуски излазе четири бебе. Овај рад, иако помало сув у стилу, је изузетно завршен, посебно у пределу женских груди; остатак пејзажа са биљним светом донесен је са највећом пажњом. Нажалост, слика је у веома лошем стању, јер се ради о три дуге плоче које су напрсле, тако да је одређена количина боје отпала.
Међутим, слика је позната захваљујући многим копијама, од којих је вероватно најстарија Спиридон Леда, вероватно дело студијског асистента. Сада се налази у галерији Уфици. Остале копије су приказане у галерији.

## Галерија
- Леда и лабуд, копију насликао Ил Содома, око 1510–15. темпера на дрвету, Галерија Боргесе, Рим.
- Леда и лабуд, копију насликао Чезаре да Сесто, 1515-1520. Уље на платну, Вилтон Хаус, Енглеска
- Spiridon Leda, копију вероватно насликао Франческо Мелци, око 1515. Уфици, Фиренца
- Леда и лабуд, 16. век, уље на плочи, Филаделфијски музеј уметности, САД
- Венера и Купидон by Ђовани Пјетро Рицоли. Приватна колекција, Милано
- Ђовани Пјетро Рицоли. Леда и лабуд. Из Гибсове колекције, Лондон